# 小行星7994
小行星7994（7994 Bethellen）是一颗绕太阳运转的小行星，为主小行星带小行星。该小行星于1983年2月15日发现。

## 轨道参数
小行星7994的轨道半长轴为3.0545542 UA，离心率为0.110。